# Саваж, Эдуард
Эдуард Саваж (англ. Edward Savage, 26 ноября 1761[…], Princeton, Массачусетс — 6 июля 1817[…], Princeton, Массачусетс) — американский художник и график.

## Жизнь и творчество
Эдуард Саваж начинал свою профессиональную деятельность первоначально как ювелир и гравёр по меди. В живописи самоучка, систематического художественного образования не получил. Первой его работой, принесшей известность молодому живописцу, был написанный в 1790 году портрет Джорджа Вашингтона, который Саваж собирался передать Гарвардскому университету. В 1791 году художник приезжает в Лондон и берёт уроки у Бенджамина Уэста, затем путешествует по Италии. Вернувшись в 1794 году в США, Саваж живёт в Филадельфии и затем в Нью-Йорке. В Нью-Йорке он в течение нескольких лет руководит открытыми им картинными галереей и музеем. В 1794 году живописец в Бостоне вступает в брак с Сарой Сивер. 
Как художник Эдуард Саваж был популярен на рубеже XVIII-XIX столетий как автор портретов ряда деятелей Американкой революции и Войны за независимость Соединённых Штатов - Томаса Джефферсона, Энтони Уэйна, Бенджамина Раша. В 1801 году он заканчивает начатую в 1784 году картину Роберта Эджа Пайна «Конгресс голосует за независимость», которую Пайн оставил незавершённой, скончавшись в том же 1784. Эта работа Саважа позднее размножилась в большом количестве копий. Однако подлинную славу ему принесло полотно «Семейство Вашингтонов», начатая в 1789 году и завершённая в 1796. На ней запечатлены Джордж Вашингтон и его супруга Марта, их внук Джордж Вашингтон Парк Куртис и внучка Элеанор Парк Куртис Льюис, а также раб-слуга Кристофер Шилс. Первоначально эта картина была частью собрания Уильяма Хевмейера и хранилась в Нью-Йорке, но затем была приобретена Эндрю У.Меллоном и подарена им Национальной картинной галерее в Вашингтоне. 

## Галерея
- Конгресс голосует за независимость (1784–1801)
- Семейство Вашингтонов (1789–1796)
- Портрет Джорджа Вашингтона (ок. 1796)
- Портрет Сэмюела Адамса
- Портрет сына Эдуарда (ок. 1801)